# Summer of Soul (…Or, When the Revolution Could Not Be Televised)
Summer of Soul (…Or, When the Revolution Could Not Be Televised) ist ein Dokumentarfilm von Questlove, der Ende Januar 2021 beim Sundance Film Festival seine Premiere feierte, am 2. Juli 2021 in die US-Kinos kam und bei Hulu veröffentlicht wurde und am 30. Juli 2021 bei Disney+ auch in Deutschland. Der Film zeigt bislang unveröffentlichte Aufnahmen vom Harlem Cultural Festival im Sommer 1969, das auch als „Black Woodstock“ bezeichnet wurde. Summer of Soul wurde bei der Oscarverleihung 2022 als bester Dokumentarfilm ausgezeichnet und für die Grammy Awards 2022 als bester Musikfilm nominiert.

## Inhalt
Als sich die Menschen im Sommer 1969 in Massen nach Woodstock begeben, findet rund 100 Meilen entfernt noch ein anderes Musikfestival statt. Im Mount Morris Park in New York finden beim Harlem Cultural Festival eine Reihe von Konzerten statt, die als „Black Woodstock“ bezeichnet werden. Es treten Künstler wie Stevie Wonder, Gladys Knight, Sly & the Family Stone, Nina Simone, B. B. King, The Staple Singers, The 5th Dimension, David Ruffin, Mahalia Jackson und Ray Barretto auf. Über 300.000 Menschen kommen zum Festival, das für alle Besucher kostenlos ist.

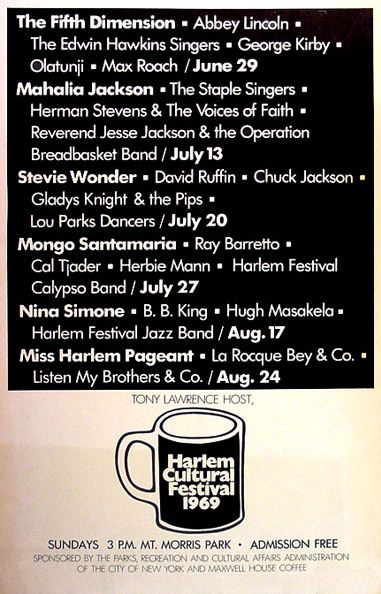
Mehrere hunderttausend Menschen kamen im Sommer 1969 beim Harlem Cultural Festival zusammen

Es ist derselbe Sommer, in dem die Mondlandung stattfindet, aber eben auch ein entscheidendes Jahr für das Black America. Zu Beginn des Films beschreibt ein Teilnehmer diesen Sommer als die Zeit „als der ‚Nigger‘ starb und ‚Schwarz‘ geboren wurde“. Die alte Garde der Bürgerrechtsbewegung befanden sich im Schulterschluss mit der neuen Black Power-Bewegung. Gemeinsam feierten sie die Vielseitigkeit schwarzer Musik, vom klassischen R&B über Gospel und Motown bis hin zu Newfangled Pop, psychedelischem Soul und Jazz, der von der Bebop-Legende Roach über den Avantgardisten Sonny Sharrock, den puerto-ricanischen Maestro Ray Barretto bis zum Südafrikaner Hugh Masekela reicht. Die Musik der panafrikanistischen Veranstaltung schließt neben Barretto und Masekela auch den Nigerianer Babatunde Olatunji und den Kubaner Mongo Santamaría ein und zeigte so nicht nur die Vielfalt schwarzer Musiker, sondern stand auch für die Vielfalt der Bevölkerung in Harlem zu dieser Zeit, die sich aus Afroamerikanern, Puertoricanern, Afrikanern, Jamaikanern, Panamaern und anderen Menschen zusammensetzte, die jeweils ihre eigenen Musikstile mitbrachten.
Die 39 im Film verwendeten Songs werden meist nicht vollständig gespielt. Der Showstopper ist eine sechsminütige Sequenz, in der Mavis Staples und ihr Idol, die Gospel-Legende Mahalia Jackson sich im Duett in die Zeilen von Precious Lord, Take My Hand vertieften, dem Lieblingslied von Martin Luther King, der ein Jahr zuvor ermordet wurde. Eine wichtige Rolle bei dem Konzert spielte auch Nina Simone, die am Ende ihres Auftrittes aus dem Gedicht Are You Ready, Black People? rezitiert.
Der Film verwendet auch Aussagen von Teilnehmern und später geführte Interviews.

## Produktion

### Stab, Filmtitel und Aufbau
Nachdem der Produzent Jon Kamen einen dreiminütigen Clip gesehen hatte, in dem Nina Simone im Sommer 1969 beim Harlem Cultural Festival auftrat, hatte er sich gefragt, wo der Rest des Filmmaterials dieses Konzerts ist. Ihm und seinem Team war nur bekannt, dass ein Filmemacher alle Konzerte des Harlem Cultural Festival aufgezeichnet hatte. Über die Produzenten David Dinerstein und Robert Fyvolent erfuhren sie dann, dass sich die Filmmaterialien dieses Konzerts in einem Nachlass befindet. Der Festivalproduzent und Filmemacher Hal Tulchin dokumentierte das sechswöchige Festival im Jahr 1969 und nannte das Projekt „Black Woodstock“ in der Hoffnung, jemand interessiere sich hierfür. Tulchin bot das Filmmaterial mehreren potenziellen Käufern an, wurde jedoch wiederholt darauf hingewiesen, dass kein Interesse bestehe. Er war frustriert und lagerte die 40 Stunden Filmmaterial in seinem Keller. Tulchin starb 2017.
Der Untertitel des Films Or, When the Revolution Could Not Be Televised ist dem Umstand geschuldet, dass zwar die lokale CBS-Station einige Höhepunkte ausstrahlte, es aber auf nationaler Ebene keine Abnehmer gab.
Die Produzenten traten an Ahmir Thompson aka Questlove heran, der für sein nahezu enzyklopädisches musikalisches Wissen bekannt ist, der aus dem Material einen Film machen sollte. Es handelt sich bei dem Film um das Regiedebüt des US-amerikanischen Schlagzeugers und Musikproduzenten. Das gut erhaltene Filmmaterial von Tulchin, der für die Aufnahmen fünf Videokameras einsetzte, enthielt nicht nur gut ausgeleuchtete Bühnenauftritten, sondern war auch eine Fundgrube an Reaktionen des Publikums, aus der sich der Filmemacher und die Produzenten bedienen konnten. Thompson schätzt, dass sie nur etwa 35 Prozent des Materials verwendet haben, das sie zuvor aufwendig digitalisierten. Der Film verwendet auch Schwarzweiß-Stills, die mit Voice-Overs von Teilnehmern, die aus den Filmaufnahmen stammen, unterlegt sind. Zudem interviewte Questlove Menschen, die das Festival besucht haben, zeigte ihnen das alte Filmmaterial und dem Zuschauer ihre Reaktionen darauf. Er sprach auch mit einigen noch lebenden Musikern, die damals dabei waren, wie Gladys Knight.
Questlove lässt den Film mit Musa Jackson beginnen und enden. Der Chefredakteur des Ambassador Magazine hatte in seiner Jugend am Harlem Cultural Festival teilgenommen und kommentiert die ihm gezeigten Aufnahmen von damals. Es sei eine Herausforderung gewesen, Musiker und Teilnehmer von damals zu finden, weil sie um die 80 oder 85 Jahre alt sein mussten, wenn sie noch lebten, so Questlove. Bei ihrer Suche nach jemanden, der klare und präzise Erinnerungen hatte, stießen sie auf zehn Menschen, die die Geschichte aus ihrer Perspektive erzählen konnten. Durch die beginnende Coronavirus-Pandemie mussten sie hierfür innovativ werden. Notgedrungen begannen sie ab Anfang März 2020 Interviews aus der Ferne zu führen, so Produzent Dave Sirulnick. Der Filmeditor Joshua L. Pearson hatte hierfür in seinem Haus einen speziellen Raum eingerichtet.

### Veröffentlichung und Soundtrack-Album
Eine erste Vorstellung erfolgte am 28. Januar 2021 beim hybrid veranstalteten Sundance Film Festival. Ende April, Anfang Mai 2021 wurde er beim Hot Docs Canadian International Documentary Festival gezeigt. Disney+, der Video-on-Demand-Dienst der Walt Disney Company, will den Film in sein Programm aufnehmen, in seiner Sektion Star. Am 2. Juli 2021 kam der Film zudem in ausgewählte US-Kinos und wurde am gleichen Tag in das Programm von Hulu aufgenommen. Am 30. Juli 2021 startete er in Deutschland bei Disney+. Ende August, Anfang September 2021 sollte der Film bei IndieLisboa vorgestellt werden. Im März 2022 wurde er beim Luxembourg City Film Festival gezeigt.
Am 28. Januar 2022 soll von Sony Legacy ein Album mit 17 Beiträgen der im Film vorgestellten Künstler, darunter B.B. King, The Staple Singers, The 5th Dimension und Nina Simone, als Download und in physischer Form veröffentlicht werden.

## Rezeption

### Kritiken
Der Film konnte bislang 99 Prozent aller Kritiker bei Rotten Tomatoes überzeugen und erhielt hierbei eine durchschnittliche Bewertung von 9,1 der möglichen 10 Punkte, womit er aus den 22. Annual Golden Tomato Awards als Erstplatzierter in der Kategorie Dokumentarfilme des Jahres 2021 hervorging. Auf Metacritic erhielt er einen Metascore von 96 von 100 möglichen Punkten.

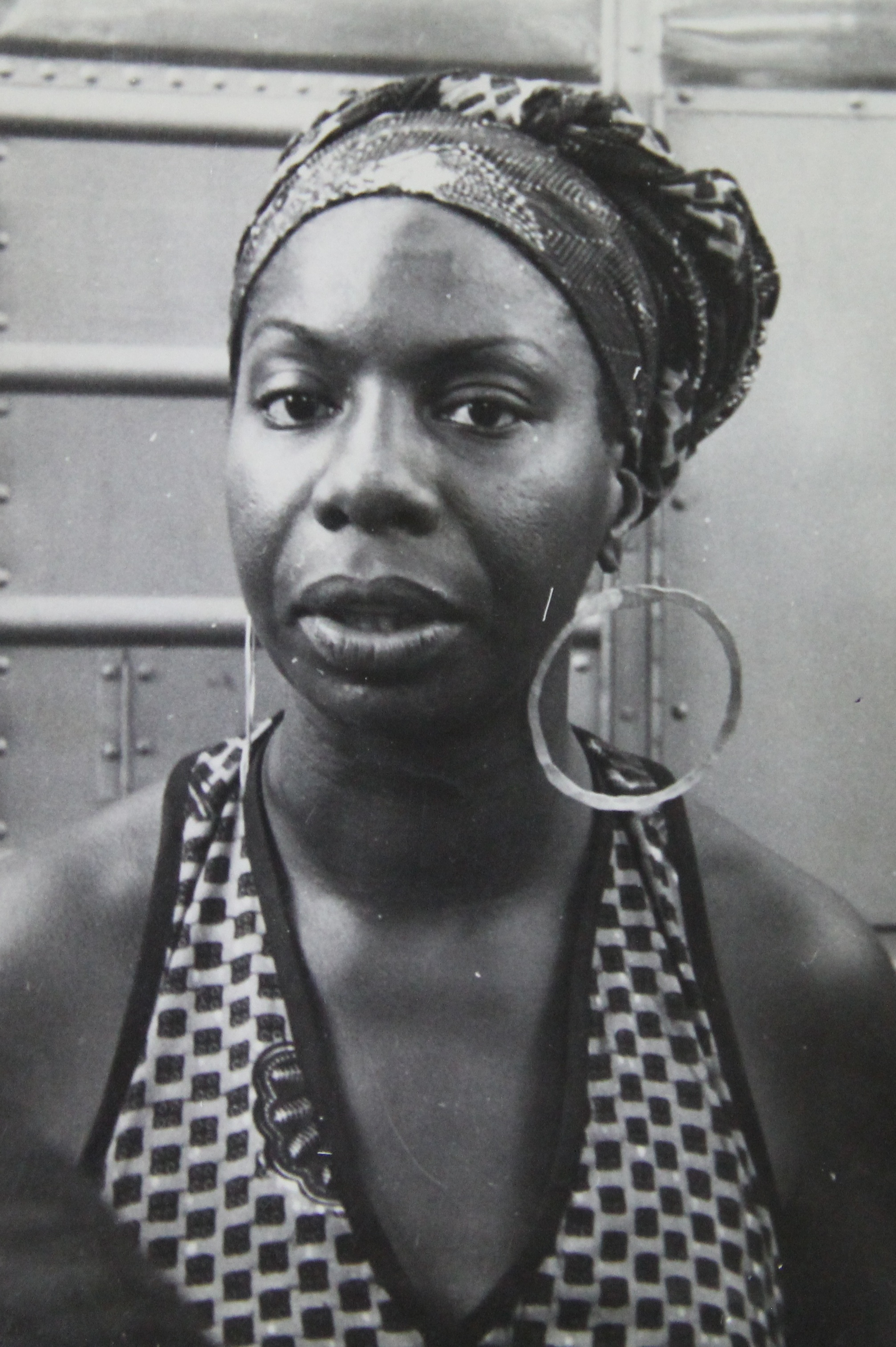
Nina Simone war im Sommer 1969 beim Harlem Cultural Festival dabei und rezitierte aus dem Gedicht Are You Ready, Black People?

Tambay Obenson von IndieWire schreibt, die im Film beschworene, in diesem Sommer neu entdeckte Art von Rassenstolz und Gemeinschaftsgefühl in dieser Diaspora vor dem Hintergrund der rassistisch turbulenten 1960er Jahre werde ehrlich und realistisch dargestellt. So zeige der Film, wie die Teilnehmer dem New York City Police Department so misstrauten, dass sie die Black Panthers engagierten, um das Festival zu schützen, was die Ereignisse der Black-Lives-Matter-Bewegung Jahrzehnte später vorwegnahm. Questlove und Filmeditor Joshua L. Pearson würden das Filmmaterial von Bühnenauftritten mit einer Geschichtsstunde über Motown, Gospelmusik und die Entwicklung des gesamten schwarzen Musikstils bis hin zum Konzept eines gemeinsamen Kampfes der Schwarzen weltweit verbinden. Das Ergebnis entzünde die „Flammen des schwarzen Bewusstseins“. Es sei eine Zurschaustellung des Stolzes, die die Errettung der Schwarzen darstellt, was am bewegendsten sei, als Nina Simone, die „Hohepriesterin des Soul“, die Bühne betritt und To Be Young, Gifted, and Black aufführt, ein Liebesbrief an die nächste Generation und eine Art von Anleitung. Die Auslassung späterer Veranstaltungen, die wichtig für die schwarze Gemeinschaft waren, wie Wattstax 1972 in Los Angeles oder Dave Chappelles „Block Party“ 2004, scheine Questlove bewusst vorgenommen zu haben, wenn er nur die Blackness in all ihrer Schönheit und Vielfalt aus dem Material dieses Sommers in den Vordergrund stelle, so Obenson. Die Aufnahmen von ungezwungener Freude und Geselligkeit bei dieser Outdoor-Veranstaltung seien eine willkommene Gegenüberstellung zu den beunruhigenden Aufnahmen von Protesten gegen die Rassenungerechtigkeit im Sommer 2020, bei denen sich Schwarze nicht einfach friedlich versammeln konnten, und vielleicht fasse Musa Jackson, der auch als Botschafter von Harlem bekannt ist, all das zu Beginn des Films am besten humorvoll zusammen, als er sagte: “I distinctly remember it smelled like Afro Sheen and chicken – the ultimate Black BBQ.”

### Auszeichnungen (Auswahl)
Der Film befindet sich in einer Shortlist der International Documentary Association für die IDA-Awards. Im Folgenden weitere Auszeichnungen und Nominierungen.
African-American Film Critics Association Awards 2022
- Auszeichnung als Bester Dokumentarfilm[27]

Black Reel Awards 2021
- Nominierung als Bester Dokumentarfilm
- Nominierung für die Beste Nachwuchsregie (Questlove)

British Academy Film Awards 2022
- Auszeichnung als Bester Dokumentarfilm (Questlove, David Dinerstein, Robert Fyvolent und Joseph Patel)
- Nominierung für den Besten Schnitt (Joshua L. Pearson)

Critics Choice Documentary Awards 2021
- Auszeichnung als Bester Dokumentarfilm
- Auszeichnung als Best Archival Documentary
- Auszeichnung für die Beste Regie (Questlove)
- Auszeichnung als Bester Debütfilm (Questlove)
- Auszeichnung für den Besten Filmschnitt (Joshua L. Pearson)
- Auszeichnung als Beste Musikdokumentation[28]

Eddie Awards 2022
- Auszeichnung in der Kategorie Bester Filmschnitt – Dokumentarfilm (Joshua L. Pearson)[29]

Golden Reel Awards 2022
- Nominierung in der Kategorie Achievement in Sound Editing – Feature Documentary[30]

Gotham Awards 2021
- Nominierung als Bester Dokumentarfilm[31]

Grammy Awards 2022
- Auszeichnung als Bester Musikfilm

Independent Spirit Awards 2022
- Auszeichnung als Bester Dokumentarfilm[32]

London Critics’ Circle Film Awards 2021
- Auszeichnung als Bester Dokumentarfilm[33]

National Board of Review Awards 2021
- Auszeichnung  als Bester Dokumentarfilm[34]

Oscarverleihung 2022
- Auszeichnung als Bester Dokumentarfilm

Producers Guild of America Awards 2022
- Nominierung als Bester Dokumentarfilm[35]

Satellite Awards 2021
- Auszeichnung als Bester Dokumentarfilm

Sundance Film Festival 2021
- Auszeichnung mit dem U.S. Grand Jury Prize: Documentary (Questlove)
- Auszeichnung mit dem Audience Award: U.S. Documentary[36]